# Kuratorium Unteilbares Deutschland
Das Kuratorium Unteilbares Deutschland – Ausschuss für Fragen der Wiedervereinigung e. V. war eine 1954 gegründete Organisation in der Bundesrepublik Deutschland mit dem Ziel, den Gedanken der deutschen Einheit wach zu halten und eine Wiedervereinigung „in Freiheit“ anzustreben – lange Zeit noch einschließlich der ab 1945 von Polen und der Sowjetunion verwalteten ehemaligen Ostgebiete Deutschlands. Nach der Wiedervereinigung 1990 löste sich das Kuratorium 1992 auf.

## Geschichte und Entwicklung

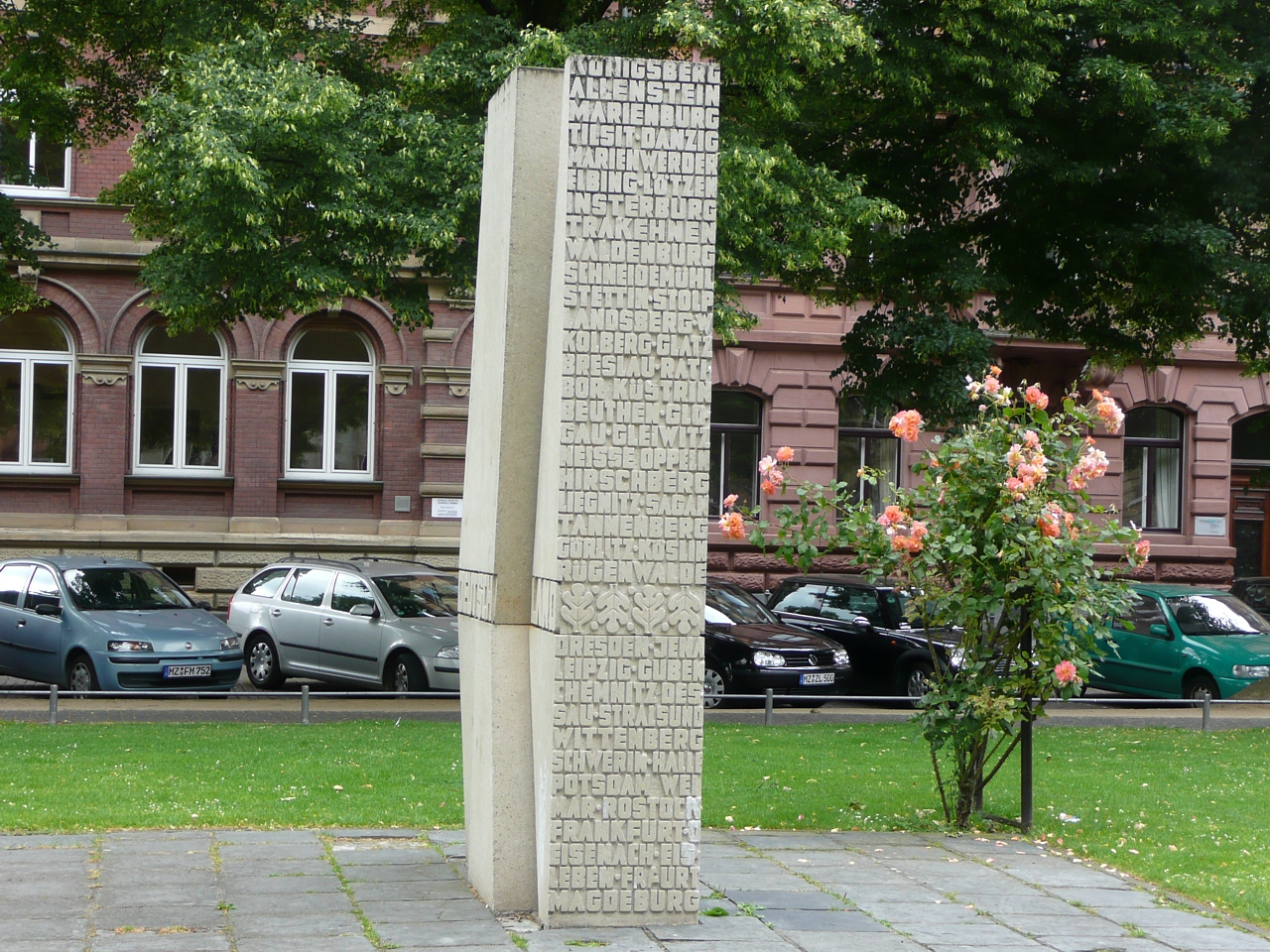
Denkmal am Fischtorplatz in Mainz: „Unteilbares Deutschland“

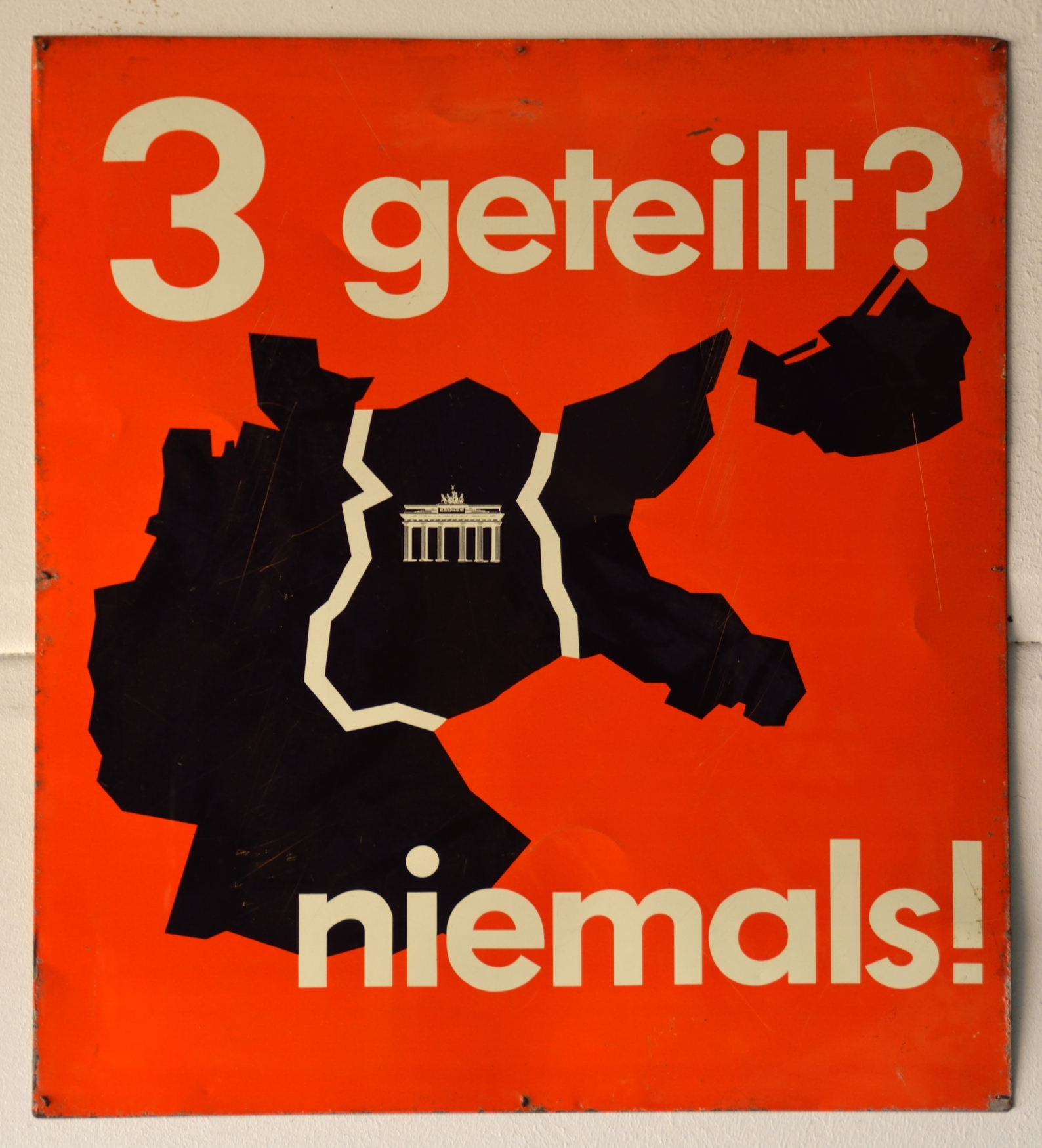
Plakat des Kuratoriums. Im Westen ist zu dem bis 31. Dezember 1956 abgetrennten Saarland keine Grenze mehr verzeichnet.

Das Kuratorium wurde am 14. Juni 1954 in Bad Neuenahr gegründet. Zu den Mitgliedern gehörten Personen aus der Politik, der Wirtschaft und dem gesellschaftlichen Leben. Wichtige Anstöße kamen von Jakob Kaiser, dem Minister für gesamtdeutsche Fragen. Zu den Unterzeichnern des Gründungsaufrufs gehörten Gustav Dahrendorf, Hermann Ehlers, Ernst Lemmer, Arno Scholz, Louise Schroeder, Paul Sethe, Hans Zehrer, Herbert Wehner und andere. Der Name der Organisation wurde von Bundespräsident Theodor Heuss vorgeschlagen. Konrad Adenauer stand der Gründung eher ablehnend gegenüber, da er sie als Kritik an seiner Politik der Westbindung auffasste.
Das Kuratorium war überparteilich und gliederte sich von der Bundes- über die Landes- bis hinunter auf Ortsebene. Mit Hilfe von politischen Kampagnen und Formen symbolischer Politik versuchte die Organisation, auf ihr Ziel hinzuarbeiten. Das Kuratorium organisierte in vielen Städten und Gemeinden Gedenkveranstaltungen zum Aufstand vom 17. Juni 1953. Populär war einige Jahre lang der Aufruf, zu Weihnachten Kerzen in die Fenster zu stellen, um an die Einheit zu mahnen. Es wurden Plakate gedruckt mit der Aufforderung „Denk an Drüben“ und der Versand von Päckchen in die DDR organisiert. Ein anderes sehr bekanntes Plakat des Kuratoriums zeigte das geteilte Deutschland in den Grenzen von 1937 mit dem Slogan „3 geteilt? Niemals!“ Als Symbol der Forderung des Kuratoriums „Macht das Tor auf“ fand eine Anstecknadel mit dem Brandenburger Tor eine weite Verbreitung. Es wurden auch Denkmale zum Themenkomplex errichtet (siehe Deutschland ist unteilbar). 
Seit den späten 1960er-Jahren wurde das Kuratorium angesichts der politischen und gesellschaftlichen Veränderungen etwa infolge der Studentenbewegung und der neuen Ostpolitik wegen seiner strikten Ablehnung der kommunistischen Diktaturen in Osteuropa immer stärker kritisiert und verlor deutlich an Einfluss. Intern kam es zu Konflikten zwischen einer Minderheit, die wie der Vorsitzende Schütz den Kurs Willy Brandts unterstützte, und der Mehrheit der Gegner der neuen Ostpolitik. Spätestens seit den 1980er-Jahren spielte das Kuratorium keine nennenswerte Rolle in der Öffentlichkeit mehr.

## Vorsitzende
- Paul Löbe (1954–1967)
- Wilhelm Wolfgang Schütz (1967–1972)
- Johann Baptist Gradl (1973–1988)
- Dieter Haack (1988–1992)